# (32513) 2001 OL31
2001 OL31 (asteroide 32513) é um asteroide troiano de Júpiter. Possui uma excentricidade de 0.06231500 e uma inclinação de 25.33634º.
Este asteroide foi descoberto no dia 19 de julho de 2001 por NEAT em Palomar.